# Штајнебах (Зиг)
Штајнебах (њем. Steinebach/Sieg) град је у њемачкој савезној држави Рајна-Палатинат. Једно је од 119 општинских средишта округа Алтенкирхен (Вестервалд). Према процјени из 2010. у граду је живјело 1.265 становника. Посједује регионалну шифру (AGS) 7132107.

## Географски и демографски подаци
Штајнебах се налази у савезној држави Рајна-Палатинат у округу Алтенкирхен (Вестервалд). Град се налази на надморској висини од 350 метара. Површина општине износи 4,6 km². У самом граду је, према процјени из 2010. године, живјело 1.265 становника. Просјечна густина становништва износи 278 становника/km².